# Transilvania EuroCity
A Transilvania EuroCity (Romániában InterRegio) egy, a MÁV-START, az ÖBB és a CFR Călători által közlekedtetett EuroCity vonat (vonatszám: EC 143-146), amely Bécs főpályaudvar (Wien Hauptbahnhof) és Kolozsvár között közlekedik Budapest-Keleti pályaudvar érintésével.
Naponta egy pár közlekedik a MÁV-START és a CFR Călători által kiállított nagysebességű kocsikkal.

## Története

### 2008-2018 között
A vonatot 2008. december 14-én inditották Budapest-Keleti pályaudvarról Brassóba Transsylvania néven. A vonat ekkor InterCity-ként közlekedett, valamint Lőkösháza felé közlekedett Brassóba.

### 2019-2023 között
2018. december 9-én új struktúrával közlekedik. A régi menetrendi idejét Fogaras InterCity vette át. A Budapest és Kolozsvár között közlekedő Ady Endre InterCity helyétt vette át. 2019. december 15-étől Bécs és Püspökladány között a Szamos EuroCity vonattal egyesítve közlekedik. A 2020-as koronavírus-járvány és a 101-es vasútvonal felújítása miatt ideiglenesen szünetelt, Budapest és Hegyeshalom között gyorsvonat járt helyette azonos vonatszámmal. 2021. június 1-jétől a legtöbb nemzetközi járat újraindult, azonban a Transilvania vonatpár továbbra sem közlekedik. 2021. december 12-étől a menetrendváltással újraindult.
2023/2024-es menetrendváltástól ideiglenesen szünetel a járat, mivel elkezdődött a román oldalon a Nagyvárad–Kolozsvár-vasútvonal rekonstrukciója. Pótlására az újraindított Tisza EuroCity vonatpár szolgál, ami Bécs és Csap között közlekedik.

## Vonatösszeállítás
A vonatot Budapest és Püspökladány között általában a MÁV-START Zrt. MÁV 480 sorozatú (Bombardier TRAXX) mozdonya vontatja. Püspökladánytól Biharkeresztesig, Biharkeresztestől Kolozsvárig CFR 65 sorozatú mozdony továbbítja.
A vonat három ülőkocsit (Püspökladány és Bécs között még plusz két ülőkocsit), valamint egy étkezőkocsit továbbít, melyek mind alkalmasak a 200 km/h sebességre, klimatizáltak. Az első osztályú kocsik magyar Amz, a másodosztályúak magyar Bmz és Bpmz, illetve román B, az étkezőkocsi DWA típusúak.
| Kocsiszám                                                     | Típus                            | Útvonal                                                                  |
| ------------------------------------------------------------- | -------------------------------- | ------------------------------------------------------------------------ |
|                                                               | START 480 villanymozdony         | Bécs – Budapest                                                          |
|                                                               | START 431 villanymozdony         | Budapest – Püspökladány                                                  |
|                                                               | START 418 dízelmozdony           | Püspökladány – Biharkeresztes                                            |
|                                                               | CFR 64 dízelmozdony              | Biharkeresztes – Kolozsvár                                               |
| 412                                                           | CFR B11 (másodosztályú fülkés)   | Bécs – Budapest – Püspökladány – Kolozsvár                               |
| 411                                                           | CFR A10 (másodosztályú termes)   | Bécs – Budapest – Püspökladány – Kolozsvár                               |
| 410                                                           | START WRRmz (étkezőkocsi)        | Bécs – Budapest – Püspökladány – Kolozsvár                               |
| 409                                                           | START Amz (első osztályú fülkés) | Bécs – Budapest – Püspökladány – Kolozsvár                               |
| 408                                                           | START Bmz (másodosztályú fülkés) | Bécs – Budapest – Püspökladány – Nagybánya (Szamos EC közvetlen kocsija) |
| 407                                                           | START Bmz (másodosztályú fülkés) | Bécs – Budapest – Püspökladány – Nagybánya (Szamos EC közvetlen kocsija) |
| Budapest és Kolozsvár között fordított sorrendben közlekedik. |                                  |                                                                          |

| Kocsiszám                                                | Típus                            | Útvonal                                                                  |
| -------------------------------------------------------- | -------------------------------- | ------------------------------------------------------------------------ |
|                                                          | CFR 64 dízelmozdony              | Kolozsvár – Biharkeresztes                                               |
|                                                          | START 418 dízelmozdony           | Biharkeresztes – Püspökladány                                            |
|                                                          | START 431 villanymozdony         | Püspökladány – Budapest                                                  |
|                                                          | START 480 villanymozdony         | Budapest – Bécs                                                          |
| 412                                                      | CFR B11 (másodosztályú fülkés)   | Kolozsvár – Püspökladány – Budapest – Bécs                               |
| 411                                                      | CFR A10 (másodosztályú termes)   | Kolozsvár – Püspökladány – Budapest – Bécs                               |
| 410                                                      | START WRRmz (étkezőkocsi)        | Kolozsvár – Püspökladány – Budapest – Bécs                               |
| 409                                                      | START Amz (első osztályú fülkés) | Kolozsvár – Püspökladány – Budapest – Bécs                               |
| 408                                                      | START Bmz (másodosztályú fülkés) | Nagybánya – Püspökladány – Budapest – Bécs (Szamos EC közvetlen kocsija) |
| 407                                                      | START Bmz (másodosztályú fülkés) | Nagybánya – Püspökladány – Budapest – Bécs (Szamos EC közvetlen kocsija) |
| Budapest és Bécs között fordított sorrendben közlekedik. |                                  |                                                                          |

## Útvonala
- Wien Hauptbahnhof (Bécs) ( Ausztria)
- Hegyeshalom ( Magyarország)
- Mosonmagyaróvár
- Győr
- Tatabánya
- Budapest-Kelenföld
- Budapest-Keleti
- Szolnok
- Törökszentmiklós
- Kisújszállás
- Karcag
- Püspökladány
- Báránd
- Sáp
- Berettyóújfalu
- Oradea (Nagyvárad) ( Románia)
- Aleșd (Élesd)
- Șuncuiuș (Vársonkolyos)
- Bratca (Barátka)
- Ciucea (Csucsa)
- Huedin (Bánffyhunyad)
- Aghireș (Egeres)
- Cluj-Napoca (Kolozsvár)